# Salut Bonjour Week-end
Salut Bonjour Week-end est une émission matinale québécoise animée par Richard Turcotte et son équipe, diffusée en direct de Québec depuis le 2 septembre 1995 sur le réseau TVA, les samedis et dimanches de 6 h à 10 h.

## Équipe actuelle
- Richard Turcotte
- Hugo Langlois
- Annie-Soleil Proteau
- Félix Rondeau
- Alexandre Dubé
- Justine St-Martin

## Anciens animateurs
- Benoit Johnson
- Sylvie Lauzon
- Gino Chouinard (de 2003 à 2007[1])
- Ève-Marie Lortie (de 2012 à 2024)
- Marc-André Coallier
- Pénélope McQuade (2007-2010)
- Jean-Pier Gravel (2010-2012)